# Augusta Ferdinanda d'Asburgo-Lorena
Augusta Ferdinanda Luisa Maria Giovanna Giuseppa d'Asburgo-Lorena (Firenze, 1º aprile 1825 – Monaco di Baviera, 26 aprile 1864) nata arciduchessa d'Austria e principessa di Toscana, divenne consorte del reggente del Regno di Baviera Luitpold di Baviera (1821-1912).

## Biografia

### Famiglia d'origine
Augusta Ferdinanda nacque nel 1825, figlia del Granduca Leopoldo II di Toscana e di Maria Anna Carolina di Sassonia; l'Arciduchessa discendeva da Leopoldo II d'Asburgo-Lorena, Ferdinando I delle Due Sicilie, Carlo III di Spagna e Ferdinando I di Parma.
Era inoltre cugina di primo grado di Vittorio Emanuele II e Ferdinando di Savoia, Alberto e Giorgio di Sassonia e della Duchessa Elisabetta di Savoia-Genova.

### Matrimonio
L'Arciduchessa sposò il 15 aprile 1844  il Principe Luitpold di Baviera, a Firenze; il padre dello sposo, re Ludovico I di Baviera, si oppose a questa unione poiché la Principessa stava manifestando i primi sintomi della tubercolosi. La coppia ebbe quattro figli:
- Ludovico III, Re di Baviera (1845 - 1921), sposò Maria Teresa d'Asburgo-Este
- Leopoldo, Principe di Baviera (1846 - 1930), sposò Gisella d'Asburgo-Lorena
- Teresa, Principessa di Baviera (1850 - 1925), Badessa del Monastero Sant'Anna
- Arnolfo, Principe di Baviera (1852 - 1907), sposò Teresa del Liechtenstein

### Principessa di Baviera
Augusta Ferdinanda, diventata Principessa di Baviera, non ebbe un ruolo politico nel suo nuovo paese ma fu comunque una forte sostenitrice del marito, mantenne però le sue radici italiane, facendo imparare la lingua italiana pure ai suoi figli. Nel 1848 criticò ampiamente il comportamento del suocero, re Ludovico I di Baviera, in particolare il rapporto che quest'ultimo aveva con la ballerina Lola Montez, mettendo in pericolo così il prestigio della monarchia.
Le rivoluzioni del 1848 posero fine a questa relazione ed il sovrano bavarese si dimise a causa dell'impopolarità acquisita. Augusta Ferdinanda cercò di rafforzare l'autorità del cognato, asceso al trono col nome di Massimiliano II, attraverso apparizioni pubbliche per mitigare la politica dell'ex sovrano, che perseguiva una monarchia più autoritaria. Durante il regno del fratello, il Principe Luitpold ricoprì pochi ruoli politici.

### Morte
L'Arciduchessa Augusta Ferdinando di Toscana, Principessa di Baviera, morì il 26 aprile 1864 di tubercolosi. È sepolta nella Theatinerkirche a Monaco.

## Ascendenza
|                                      |                                |                                 | Genitori                            |  |  | Nonni |  |  | Bisnonni                     |  |  | Trisnonni             |  |
|                                      |                                |                                 |                                     |  |  |       |  |  | Leopoldo II d'Asburgo-Lorena |  |  | Francesco I di Lorena |  |
|                                      |                                |                                 |                                     |  |  |       |  |  | Leopoldo II d'Asburgo-Lorena |  |  | Francesco I di Lorena |  |
|                                      |                                | Maria Teresa d'Austria          |                                     |  |  |       |  |  | Leopoldo II d'Asburgo-Lorena |  |  |                       |  |
| Ferdinando III di Toscana            |                                |                                 |                                     |  |  |       |  |  | Leopoldo II d'Asburgo-Lorena |  |  |                       |  |
|                                      |                                | Maria Luisa di Borbone-Spagna   | Carlo III di Spagna                 |  |  |       |  |  |                              |  |  |                       |  |
|                                      |                                | Maria Luisa di Borbone-Spagna   | Carlo III di Spagna                 |  |  |       |  |  |                              |  |  |                       |  |
|                                      |                                | Maria Luisa di Borbone-Spagna   | Maria Amalia di Sassonia            |  |  |       |  |  |                              |  |  |                       |  |
| Leopoldo II di Toscana               |                                | Maria Luisa di Borbone-Spagna   |                                     |  |  |       |  |  |                              |  |  |                       |  |
|                                      |                                | Ferdinando I delle Due Sicilie  | Carlo III di Spagna                 |  |  |       |  |  |                              |  |  |                       |  |
|                                      |                                | Ferdinando I delle Due Sicilie  | Carlo III di Spagna                 |  |  |       |  |  |                              |  |  |                       |  |
|                                      |                                | Ferdinando I delle Due Sicilie  | Maria Amalia di Sassonia            |  |  |       |  |  |                              |  |  |                       |  |
| Luisa Maria Amalia di Borbone-Napoli |                                | Ferdinando I delle Due Sicilie  |                                     |  |  |       |  |  |                              |  |  |                       |  |
|                                      |                                | Maria Carolina d'Asburgo-Lorena | Francesco I di Lorena               |  |  |       |  |  |                              |  |  |                       |  |
|                                      |                                | Maria Carolina d'Asburgo-Lorena | Francesco I di Lorena               |  |  |       |  |  |                              |  |  |                       |  |
|                                      |                                | Maria Carolina d'Asburgo-Lorena | Maria Teresa d'Austria              |  |  |       |  |  |                              |  |  |                       |  |
| Augusta Ferdinanda d'Asburgo-Lorena  |                                | Maria Carolina d'Asburgo-Lorena |                                     |  |  |       |  |  |                              |  |  |                       |  |
|                                      | Federico Cristiano di Sassonia | Augusto III di Polonia          |                                     |  |  |       |  |  |                              |  |  |                       |  |
|                                      | Federico Cristiano di Sassonia | Augusto III di Polonia          |                                     |  |  |       |  |  |                              |  |  |                       |  |
|                                      | Federico Cristiano di Sassonia | Maria Giuseppa d'Austria        |                                     |  |  |       |  |  |                              |  |  |                       |  |
| Massimiliano di Sassonia             | Federico Cristiano di Sassonia |                                 |                                     |  |  |       |  |  |                              |  |  |                       |  |
|                                      |                                | Maria Antonia di Baviera        | Carlo VII di Baviera                |  |  |       |  |  |                              |  |  |                       |  |
|                                      |                                | Maria Antonia di Baviera        | Carlo VII di Baviera                |  |  |       |  |  |                              |  |  |                       |  |
|                                      |                                | Maria Antonia di Baviera        | Maria Amalia d'Asburgo              |  |  |       |  |  |                              |  |  |                       |  |
| Maria Anna Carolina di Sassonia      |                                | Maria Antonia di Baviera        |                                     |  |  |       |  |  |                              |  |  |                       |  |
|                                      |                                | Ferdinando I di Parma           | Filippo I di Parma                  |  |  |       |  |  |                              |  |  |                       |  |
|                                      |                                | Ferdinando I di Parma           | Filippo I di Parma                  |  |  |       |  |  |                              |  |  |                       |  |
|                                      |                                | Ferdinando I di Parma           | Luisa Elisabetta di Borbone-Francia |  |  |       |  |  |                              |  |  |                       |  |
| Carolina di Borbone-Parma            |                                | Ferdinando I di Parma           |                                     |  |  |       |  |  |                              |  |  |                       |  |
|                                      |                                | Maria Amalia d'Asburgo-Lorena   | Francesco I di Lorena               |  |  |       |  |  |                              |  |  |                       |  |
|                                      |                                | Maria Amalia d'Asburgo-Lorena   | Francesco I di Lorena               |  |  |       |  |  |                              |  |  |                       |  |
|                                      |                                | Maria Amalia d'Asburgo-Lorena   | Maria Teresa d'Austria              |  |  |       |  |  |                              |  |  |                       |  |
|                                      |                                | Maria Amalia d'Asburgo-Lorena   |                                     |  |  |       |  |  |                              |  |  |                       |  |